# ヒュリンサルミ
ヒュリンサルミ(よりフィンランド語に近い表記ではヒュリュンサルミ、フィンランド語: Hyrynsalmi)はフィンランドのカイヌー県に位置している自治体。ケヒュス＝カイヌー郡に属する。この自治体は人口が2139人、面積は1521.38km2である。人口密度は1km2あたり1.41人。フィンランド語のみを公式言語に定めている。
スオムッサルミ、クフモ、リスティヤルヴィ、プオランカと接している。
沼地でのサッカー選手権世界大会が毎年行われている。

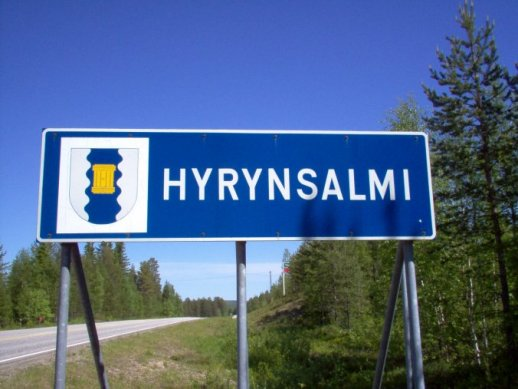
ヒュリンサルミの看板